# Continental Cup of Curling 2014
Turniej Continental Cup of Curling 2014 odbył się między 16 a 19 stycznia 2014 w Orleans Arena, położonym w Paradise w amerykańskim stanie Nevada. Jest to pierwsza edycja zawodów rozegrana poza Kanadą.
W rywalizacji zwyciężyli zawodnicy z Ameryki Północnej, pokonali drużynę Świata wynikiem 36-24. Był to pierwszy przypadek w historii turnieju, gdy drużyna wygrała drugi rok z rzędu.

## Format gry
Zachowano zasady gry, które przyjęto przed rokiem. Do zdobycia było 60 punktów, za wygraną w meczach skins drużyna dostawała 5 punktów, zwycięstwo w pozostałych spotkaniach dawało 1 punkt, remis zaś 0,5 pkt. Zawodnicy uczestniczyli w rywalizacji drużynowej, par mieszanych, singles i skins.

## Drużyny
Jako drużyna Ameryki Północnej wystąpiły zespoły, które wygrywały w tym i poprzednim sezonie Canadian Olympic Curling Trials, Canada Cup of Curling, Tim Hortons Brier, Tournament of Hearts oraz United States Olympic Curling Trials. Drużynę Świata tradycyjnie wyłoniła Światowa Federacja Curlingu, po raz pierwszy w rywalizacji uczestniczyła ekipa z Japonii.
Łącznie w zawodach wzięło udział 10 zespołów, które wystąpią na Zimowych Igrzyskach Olimpijskich 2014 (reprezentacje Kanady, Stanów Zjednoczonych, Szkocji i Szwecji, męska drużyna Norwegii i kobieca Japonii).
| Drużyna          | Czwarty/-a                                | Trzeci/-a         | Drugi/-a          | Otwierający/-a         | Miasto           |
| ---------------- | ----------------------------------------- | ----------------- | ----------------- | ---------------------- | ---------------- |
| Ameryka Północna | Erika Brown                               | Debbie McCormick  | Jessica Schultz   | Ann Swisshelm          | Madison          |
| Ameryka Północna | Rachel Homan                              | Emma Miskew       | Alison Kreviazuk  | Lisa Weagle            | Ottawa           |
| Ameryka Północna | Jennifer Jones                            | Kaitlyn Lawes     | Jill Officer      | Dawn McEwen            | Winnipeg         |
| Ameryka Północna | Brad Jacobs                               | Ryan Fry          | E.J. Harnden      | Ryan Harnden           | Sault Ste. Marie |
| Ameryka Północna | John Shuster                              | Jeff Isaacson     | Jared Zezel       | John Landsteiner       | Duluth           |
| Ameryka Północna | Jeff Stoughton                            | Jon Mead          | Reid Carruthers   | Mark Nichols           | Winnipeg         |
| Ameryka Północna | Trener: Rick Lang, Kapitan: Steve Brown   |                   |                   |                        |                  |
| Świat            | Satsuki Fujisawa                          | Miyo Ichikawa     | Emi Shimizu       | Chiaki Matsumara       | Karuizawa        |
| Świat            | Eve Muirhead                              | Anna Sloan        | Vicki Adams       | Claire Hamilton        | Pitlochry        |
| Świat            | Maria Prytz                               | Christina Bertrup | Maria Wennerström | Margaretha Sigfridsson | Skellefteå       |
| Świat            | Niklas Edin                               | Sebastian Kraupp  | Fredrik Lindberg  | Viktor Kjäll           | Karlstad         |
| Świat            | David Murdoch                             | Tom Brewster      | Scott Andrews     | Michael Goodfelloww    | Aberdeen         |
| Świat            | Thomas Ulsrud                             | Torger Nergård    | Christoffer Svae  | Håvard Vad Petersson   | Oslo             |
| Świat            | Trener: David Hay, Kapitan: Peja Lindholm |                   |                   |                        |                  |

## Klasyfikacja
|                    | Świat | Ameryka Północna |
| ------------------ | ----- | ---------------- |
| Team Competition 1 | 2     | 1                |
| Pary mieszane      | 1     | 2                |
| Team Competition 2 | 0     | 3                |
| Team Competition 3 | 1,5   | 1,5              |
| Singles            | 5     | 1                |
| Team Competition 4 | 0,5   | 2,5              |
| Pary mieszane      | 1     | 2                |
| Team Competition 5 | 1     | 2                |
| Team Competition 6 | 0,5   | 2,5              |
| Skins 1            | 8,5   | 6,5              |
| Skins 2            | 3     | 12               |
| Łącznie            | 24    | 36               |

## 16 stycznia

### Team Competition
16 stycznia 2014; 8:30
| Tor | Drużyna | Drużyna                           | 1 | 2 | 3 | 4 | 5 | 6 | 7 | 8 | Ogółem | Punkty |
| --- | ------- | --------------------------------- | - | - | - | - | - | - | - | - | ------ | ------ |
| 1   |         | Świat (Eve Muirhead)              | 1 | 0 | 2 | 3 | 2 | 0 | 4 | x | 12     | 1      |
| 1   |         | Ameryka Północna (Jennifer Jones) | 0 | 1 | 0 | 0 | 0 | 1 | 0 | x | 2      | 0      |

| Tor | Drużyna | Drużyna                           | 1 | 2 | 3 | 4 | 5 | 6 | 7 | 8 | Ogółem | Punkty |
| --- | ------- | --------------------------------- | - | - | - | - | - | - | - | - | ------ | ------ |
| 2   |         | Świat (Thomas Ulsrud)             | 2 | 0 | 0 | 3 | 0 | 1 | 0 | 1 | 7      | 1      |
| 2   |         | Ameryka Północna (Jeff Stoughton) | 0 | 1 | 1 | 0 | 1 | 0 | 1 | 0 | 4      | 0      |

| Tor | Drużyna | Drużyna                        | 1 | 2 | 3 | 4 | 5 | 6 | 7 | 8 | Ogółem | Punkty |
| --- | ------- | ------------------------------ | - | - | - | - | - | - | - | - | ------ | ------ |
| 3   |         | Świat (Satsuki Fujisawa)       | 0 | 1 | 0 | 1 | 0 | 0 | 1 | 0 | 3      | 0      |
| 3   |         | Ameryka Północna (Erika Brown) | 0 | 0 | 2 | 0 | 1 | 1 | 0 | 1 | 5      | 1      |

### Pary mieszane
16 stycznia 2014; 13:00
| Tor | Drużyna | Drużyna                          | 1 | 2 | 3 | 4 | 5 | 6 | 7 | 8 | Ogółem | Punkty |
| --- | ------- | -------------------------------- | - | - | - | - | - | - | - | - | ------ | ------ |
| 1   |         | Świat (Edin/Bertrup)             | 0 | 0 | 0 | 0 | 0 | 1 | 1 | x | 2      | 0      |
| 1   |         | Ameryka Północna (Nichols/Jones) | 1 | 2 | 2 | 3 | 1 | 0 | 0 | x | 9      | 1      |

| Tor | Drużyna | Drużyna                            | 1 | 2 | 3 | 4 | 5 | 6 | 7 | 8 | Ogółem | Punkty |
| --- | ------- | ---------------------------------- | - | - | - | - | - | - | - | - | ------ | ------ |
| 2   |         | Świat (Kraupp/Prytz)               | 0 | 2 | 0 | 0 | 3 | 0 | 2 | 0 | 7      | 0      |
| 2   |         | Ameryka Północna (Stoughton/Lawes) | 2 | 0 | 3 | 1 | 0 | 1 | 0 | 1 | 8      | 1      |

| Tor | Drużyna | Drużyna                               | 1 | 2 | 3 | 4 | 5 | 6 | 7 | 8 | Ogółem | Punkty |
| --- | ------- | ------------------------------------- | - | - | - | - | - | - | - | - | ------ | ------ |
| 3   |         | Świat (Svae/Fujisawa)                 | 3 | 0 | 3 | 2 | 2 | 2 | 1 | x | 13     | 1      |
| 3   |         | Ameryka Północna (Isaacson/McCormick) | 0 | 1 | 0 | 0 | 0 | 0 | 0 | x | 1      | 0      |

### Team Competition
16 stycznia 2014; 19:00
| Tor | Drużyna | Drużyna                        | 1 | 2 | 3 | 4 | 5 | 6 | 7 | 8 | Ogółem | Punkty |
| --- | ------- | ------------------------------ | - | - | - | - | - | - | - | - | ------ | ------ |
| 1   |         | Świat (Niklas Edin)            | 0 | 1 | 0 | 0 | 1 | 1 | 0 | 0 | 3      | 0      |
| 1   |         | Ameryka Północna (Brad Jacobs) | 0 | 0 | 0 | 3 | 0 | 0 | 0 | 1 | 4      | 1      |

| Tor | Drużyna | Drużyna                         | 1 | 2 | 3 | 4 | 5 | 6 | 7 | 8 | Ogółem | Punkty |
| --- | ------- | ------------------------------- | - | - | - | - | - | - | - | - | ------ | ------ |
| 2   |         | Świat (Margaretha Sigfridsson)  | 1 | 0 | 3 | 0 | 0 | 0 | 0 | 0 | 4      | 0      |
| 2   |         | Ameryka Północna (Rachel Homan) | 0 | 1 | 0 | 0 | 2 | 2 | 0 | 1 | 6      | 1      |

| Tor | Drużyna | Drużyna                         | 1 | 2 | 3 | 4 | 5 | 6 | 7 | 8 | Ogółem | Punkty |
| --- | ------- | ------------------------------- | - | - | - | - | - | - | - | - | ------ | ------ |
| 3   |         | Świat (David Murdoch)           | 0 | 0 | 1 | 0 | 1 | 0 | 1 | 0 | 3      | 0      |
| 3   |         | Ameryka Północna (John Shuster) | 0 | 1 | 0 | 2 | 0 | 1 | 0 | 1 | 5      | 1      |

## 17 stycznia

### Team Competition
17 stycznia 2014; 8:30
| Tor | Drużyna | Drużyna                         | 1 | 2 | 3 | 4 | 5 | 6 | 7 | 8 | Ogółem | Punkty |
| --- | ------- | ------------------------------- | - | - | - | - | - | - | - | - | ------ | ------ |
| 1   |         | Świat (Stasuki Fujisawa)        | 1 | 0 | 1 | 0 | 0 | 1 | 0 | 2 | 5      | 0,5    |
| 1   |         | Ameryka Północna (Rachel Homan) | 0 | 2 | 0 | 1 | 2 | 0 | 0 | 0 | 5      | 0,5    |

| Tor | Drużyna | Drużyna                         | 1 | 2 | 3 | 4 | 5 | 6 | 7 | 8 | Ogółem | Punkty |
| --- | ------- | ------------------------------- | - | - | - | - | - | - | - | - | ------ | ------ |
| 2   |         | Świat (Niklas Edin)             | 1 | 0 | 3 | 0 | 2 | 1 | 0 | x | 7      | 1      |
| 2   |         | Ameryka Północna (John Shuster) | 0 | 1 | 0 | 1 | 0 | 0 | 0 | x | 3      | 0      |

| Tor | Drużyna | Drużyna                           | 1 | 2 | 3 | 4 | 5 | 6 | 7 | 8 | Ogółem | Punkty |
| --- | ------- | --------------------------------- | - | - | - | - | - | - | - | - | ------ | ------ |
| 3   |         | Świat (Margaretha Sigfridsson)    | 0 | 0 | 0 | 0 | 1 | 0 | 2 | x | 3      | 0      |
| 3   |         | Ameryka Północna (Jennifer Jones) | 2 | 0 | 3 | 3 | 0 | 1 | 0 | x | 9      | 1      |

### Singles
17 stycznia 2014; 13:00

### Seria 1
| Tor | Drużyna | Drużyna                           | Runthrough | Button | Port | Raise | Hit-and-Roll | Double | Ogółem | Punkty |
| 1   |         | Świat (Eve Muirhead)              | 0          | 4      | 5    | 5     | 5            | 0      | 19     | 1      |
| 1   |         | Ameryka Północna (Jennifer Jones) | 0          | 5      | 1    | 2     | 4            | 0      | 12     | 0      |

| Tor | Drużyna | Drużyna                         | Runthrough | Button | Port | Raise | Hit-and-Roll | Double | Ogółem | Punkty |
| 2   |         | Świat (Margaretha Sigfridsson)  | 0          | 5      | 5    | 5     | 4            | 5      | 24     | 1      |
| 2   |         | Ameryka Północna (Rachel Homan) | 3          | 1      | 5    | 4     | 5            | 0      | 18     | 0      |

| Tor | Drużyna | Drużyna                        | Runthrough | Button | Port | Raise | Hit-and-Roll | Double | Ogółem | Punkty |
| 3   |         | Świat (Satsuki Fujisawa)       | 0          | 5      | 5    | 3     | 1            | 5      | 19     | 1      |
| 3   |         | Ameryka Północna (Erika Brown) | 0          | 4      | 5    | 3     | 1            | 0      | 13     | 0      |

### Seria 2
| Tor | Drużyna | Drużyna                        | Runthrough | Button | Port | Raise | Hit-and-Roll | Double | Ogółem | Punkty |
| 1   |         | Świat (Niklas Edin)            | 0          | 5      | 5    | 1     | 0            | 0      | 11     | 0      |
| 1   |         | Ameryka Północna (Brad Jacobs) | 5          | 4      | 0    | 2     | 1            | 1      | 13     | 1      |

| Tor | Drużyna | Drużyna                           | Runthrough | Button | Port | Raise | Hit-and-Roll | Double | Ogółem | Punkty |
| 2   |         | Świat (Thomas Ulsrud)             | 1          | 2      | 5    | 3     | 3            | 4      | 18     | 1      |
| 2   |         | Ameryka Północna (Jeff Stoughton) | 0          | 2      | 0    | 3     | 3            | 1      | 9      | 0      |

| Tor | Drużyna | Drużyna                         | Runthrough | Button | Port | Raise | Hit-and-Roll | Double | Ogółem | Punkty |
| 3   |         | Świat (David Murdoch)           | 4          | 5      | 3    | 3     | 1            | 0      | 16     | 1      |
| 3   |         | Ameryka Północna (John Shuster) | 0          | 5      | 4    | 2     | 2            | 0      | 13     | 0      |

### Team Competition
17 stycznia 2014; 19:00
| Tor | Drużyna | Drużyna                           | 1 | 2 | 3 | 4 | 5 | 6 | 7 | 8 | Ogółem | Punkty |
| --- | ------- | --------------------------------- | - | - | - | - | - | - | - | - | ------ | ------ |
| 1   |         | Świat (David Murdoch)             | 0 | 2 | 0 | 0 | 1 | 0 | 1 | 0 | 4      | 0      |
| 1   |         | Ameryka Północna (Jeff Stoughton) | 1 | 0 | 0 | 1 | 0 | 1 | 0 | 2 | 5      | 1      |

| Tor | Drużyna | Drużyna                        | 1 | 2 | 3 | 4 | 5 | 6 | 7 | 8 | Ogółem | Punkty |
| --- | ------- | ------------------------------ | - | - | - | - | - | - | - | - | ------ | ------ |
| 2   |         | Świat (Eve Muirhead)           | 1 | 0 | 1 | 0 | 0 | 0 | 0 | 1 | 3      | 0,5    |
| 2   |         | Ameryka Północna (Erika Brown) | 0 | 1 | 0 | 1 | 0 | 1 | 0 | 0 | 3      | 0,5    |

| Tor | Drużyna | Drużyna                        | 1 | 2 | 3 | 4 | 5 | 6 | 7 | 8 | Ogółem | Punkty |
| --- | ------- | ------------------------------ | - | - | - | - | - | - | - | - | ------ | ------ |
| 3   |         | Świat (Thomas Ulsrud)          | 1 | 0 | 0 | 1 | 0 | 0 | 1 | 0 | 3      | 0      |
| 3   |         | Ameryka Północna (Brad Jacobs) | 0 | 1 | 0 | 0 | 0 | 1 | 0 | 2 | 4      | 1      |

## 18 stycznia

### Pary mieszane
18 stycznia 2014; 9:00
| Tor | Drużyna | Drużyna                       | 1 | 2 | 3 | 4 | 5 | 6 | 7 | 8 | Ogółem | Punkty |
| --- | ------- | ----------------------------- | - | - | - | - | - | - | - | - | ------ | ------ |
| 1   |         | Świat (Drummond/Sloan)        | 0 | 2 | 0 | 1 | 0 | 1 | 0 | x | 4      | 0      |
| 1   |         | Ameryka Północna (Fry/Miskew) | 3 | 0 | 3 | 0 | 1 | 0 | 3 | x | 10     | 1      |

| Tor | Drużyna | Drużyna                            | 1 | 2 | 3 | 4 | 5 | 6 | 7 | 8 | Ogółem | Punkty |
| --- | ------- | ---------------------------------- | - | - | - | - | - | - | - | - | ------ | ------ |
| 2   |         | Świat (Ulsrud/Ichikawa)            | 0 | 0 | 2 | 0 | 0 | 0 | 0 | x | 2      | 0      |
| 2   |         | Ameryka Północna (Shuster/Schultz) | 2 | 2 | 0 | 1 | 1 | 2 | 2 | x | 10     | 1      |

| Tor | Drużyna | Drużyna                          | 1 | 2 | 3 | 4 | 5 | 6 | 7 | 8 | Ogółem | Punkty |
| --- | ------- | -------------------------------- | - | - | - | - | - | - | - | - | ------ | ------ |
| 3   |         | Świat (Murdoch/Muirhead)         | 1 | 1 | 1 | 0 | 0 | 2 | 2 | x | 7      | 1      |
| 3   |         | Ameryka Północna (Harnden/Homan) | 0 | 0 | 0 | 1 | 1 | 0 | 0 | x | 2      | 0      |

### Team Competition
18 stycznia 2014; 13:30
| Tor | Drużyna | Drużyna                        | 1 | 2 | 3 | 4 | 5 | 6 | 7 | 8 | Ogółem | Punkty |
| --- | ------- | ------------------------------ | - | - | - | - | - | - | - | - | ------ | ------ |
| 1   |         | Świat (Margaretha Sigfridsson) | 1 | 2 | 0 | 0 | 0 | 1 | 0 | 3 | 7      | 0,5    |
| 1   |         | Ameryka Północna (Erika Brown) | 0 | 0 | 1 | 4 | 1 | 0 | 1 | 0 | 7      | 0,5    |

| Tor | Drużyna | Drużyna                        | 1 | 2 | 3 | 4 | 5 | 6 | 7 | 8 | Ogółem | Punkty |
| --- | ------- | ------------------------------ | - | - | - | - | - | - | - | - | ------ | ------ |
| 2   |         | Świat (David Murdoch)          | 0 | 0 | 0 | 1 | 0 | 0 | 2 | 1 | 4      | 0,5    |
| 2   |         | Ameryka Północna (Brad Jacobs) | 0 | 2 | 1 | 0 | 1 | 0 | 0 | 0 | 4      | 0,5    |

| Tor | Drużyna | Drużyna                         | 1 | 2 | 3 | 4 | 5 | 6 | 7 | 8 | Ogółem | Punkty |
| --- | ------- | ------------------------------- | - | - | - | - | - | - | - | - | ------ | ------ |
| 3   |         | Świat (Eve Muirhead)            | 0 | 0 | 1 | 0 | 1 | 1 | 0 | 1 | 4      | 0      |
| 3   |         | Ameryka Północna (Rachel Homan) | 2 | 1 | 0 | 1 | 0 | 0 | 1 | 0 | 5      | 1      |

18 stycznia 2014; 18:30
| Tor | Drużyna | Drużyna                         | 1 | 2 | 3 | 4 | 5 | 6 | 7 | 8 | Ogółem | Punkty |
| --- | ------- | ------------------------------- | - | - | - | - | - | - | - | - | ------ | ------ |
| 1   |         | Świat (Thomas Ulsrud)           | 2 | 0 | 0 | 2 | 0 | 2 | 0 | 0 | 6      | 0,5    |
| 1   |         | Ameryka Północna (John Shuster) | 0 | 0 | 2 | 0 | 2 | 0 | 1 | 1 | 6      | 0,5    |

| Tor | Drużyna | Drużyna                           | 1 | 2 | 3 | 4 | 5 | 6 | 7 | 8 | Ogółem | Punkty |
| --- | ------- | --------------------------------- | - | - | - | - | - | - | - | - | ------ | ------ |
| 2   |         | Świat (Satsuki Fujisawa)          | 0 | 2 | 0 | 0 | 2 | 0 | 1 | 0 | 5      | 0      |
| 2   |         | Ameryka Północna (Jennifer Jones) | 1 | 0 | 2 | 1 | 0 | 1 | 0 | 1 | 6      | 1      |

| Tor | Drużyna | Drużyna                           | 1 | 2 | 3 | 4 | 5 | 6 | 7 | 8 | Ogółem | Punkty |
| --- | ------- | --------------------------------- | - | - | - | - | - | - | - | - | ------ | ------ |
| 3   |         | Świat (Niklas Edin)               | 0 | 0 | 0 | 1 | 0 | 1 | 0 | x | 2      | 0      |
| 3   |         | Ameryka Północna (Jeff Stoughton) | 1 | 0 | 1 | 0 | 4 | 0 | 0 | x | 6      | 1      |

## 19 stycznia

### Skins
19 stycznia 2014; 13:00
| Tor | Drużyna | Drużyna                           | 1 | 2 | 3 | 4 | 5 | 6 | 7 | 8 | Punkty |
| --- | ------- | --------------------------------- | - | - | - | - | - | - | - | - | ------ |
| 1   |         | Świat (Margaretha Sigfridsson)    |   |   | X |   | 0 |   | X | X | 3,5    |
| 1   |         | Ameryka Północna (Jennifer Jones) | 0 | X |   | X |   | 0 |   |   | 1,5    |

| Tor | Drużyna | Drużyna                          | 1 | 2 | 3 | 4 | 5 | 6 | 7 | 8 | DtB | Punkty |
| --- | ------- | -------------------------------- | - | - | - | - | - | - | - | - | --- | ------ |
| 2   |         | Świat (Tom Brewster)1            |   |   | 0 |   | 0 |   | 0 |   | X   | 2      |
| 2   |         | Ameryka Północna (Rachel Homan)2 | X | X |   | X |   | X |   | 0 |     | 3      |

1  - Tom Brewster, Emi Shimizu, Greg Drummond, Chiaki Matsumara
2  - Rachel Homan, Jon Mead, Alison Kreviazuk, Reid Carruthers
| Tor | Drużyna | Drużyna                         | 1 | 2 | 3 | 4 | 5 | 6 | 7 | 8 | DtB | Punkty |
| --- | ------- | ------------------------------- | - | - | - | - | - | - | - | - | --- | ------ |
| 3   |         | Świat (Niklas Edin)             | 0 | X |   |   | 0 | X |   | 0 | X   | 3      |
| 3   |         | Ameryka Północna (John Shuster) |   |   | 0 | X |   |   | X |   |     | 2      |

19 stycznia 2014; 18:00
| Tor | Drużyna | Drużyna                        | 1 | 2 | 3 | 4 | 5 | 6 | 7 | 8 | Punkty |
| --- | ------- | ------------------------------ | - | - | - | - | - | - | - | - | ------ |
| 1   |         | Świat (Eve Muirhead)           | X | X | X |   |   | X |   |   | 2      |
| 1   |         | Ameryka Północna (Erika Brown) |   |   |   | 0 | X |   | 0 | X | 3      |

| Tor | Drużyna | Drużyna                            | 1 | 2 | 3 | 4 | 5 | 6 | 7 | 8 | Punkty |
| --- | ------- | ---------------------------------- | - | - | - | - | - | - | - | - | ------ |
| 2   |         | Świat (David Murdoch)1             |   |   | 0 |   |   | 0 |   |   | 0      |
| 2   |         | Ameryka Północna (Jeff Stoughton)2 | X | X |   | X | X |   | X | X | 5      |

1  - David Murdoch, Satsuki Fujisawa, Scott Andrews, Miyo Ichikawa
2  - Jeff Stoughton, Emma Miskew, Mark Nichols, Lisa Weagle
| Tor | Drużyna | Drużyna                        | 1 | 2 | 3 | 4 | 5 | 6 | 7 | 8 | Punkty |
| --- | ------- | ------------------------------ | - | - | - | - | - | - | - | - | ------ |
| 3   |         | Świat (Thomas Ulsrud)          |   |   | 0 |   | 0 |   |   | X | 1      |
| 3   |         | Ameryka Północna (Brad Jacobs) | X | X |   | X |   | X | X |   | 4      |